# Tapping the Vein
Tapping the Vein  è il quinto album del gruppo thrash metal tedesco Sodom, pubblicato nel 1992.

## Tracce
1. Body Parts – 3:02
2. Skinned Alive – 2:27
3. One Step over the Line – 5:07
4. Deadline – 3:52
5. Bullet in the Head – 3:01
6. The Crippler – 4:10
7. Wachturm – 3:47
8. Tapping the Vein – 5:11
9. Back to War – 3:14
10. Hunting Season – 4:28
11. Reincarnation – 7:49

## Formazione
- Tom Angelripper – voce, basso
- Andy Brings – chitarra
- Chris Witchhunter – batteria